# Pittosporum artense
Espèce
Statut de conservation UICN

 CR B1ab(iii)+2ab(iii) : 
En danger critique
Pittosporum brevispinum est une espèce de plantes à fleurs de la famille des Pittosporaceae endémique de Nouvelle-Calédonie. 

## Répartition
Elle est endémique de l'île Art en Nouvelle-Calédonie.